# (5368) Vitagliano
(5368) Vitagliano est un astéroïde de la ceinture principale.

## Description
(5368) Vitagliano est un astéroïde de la ceinture principale. Il fut découvert par Henri Debehogne le 21 septembre 1984 à La Silla. Il présente une orbite caractérisée par un demi-grand axe de 3,97 UA, une excentricité de 0,083 et une inclinaison de 6,26° par rapport à l'écliptique.
Il fut nommé en hommage à Aldo Vitagliano (né en 1948), de l'Université de Naples, auteur du programme informatique Solex basé sur des simplifications des méthodes de mécanique céleste.

## Compléments